# Sabah Naim
Sabah Naim (Il Cairo, 1967) è un'artista egiziana.

## Biografia
Sabah Naim ha esposto nella Galleria Lia Rumma di Milano nel 2004. Ha partecipato a importanti appuntamenti internazionali e preso parte a mostre collettive in prestigiose sedi espositive, dalla sezione Smottamenti della 50ª Biennale di Venezia del 2005, ad Africa Remix - Contemporary Art of a Continent, la mostra itinerante al Museum Kunst Palast di Düsseldorf, alla Hayward Gallery di Londra, al Centre Georges Pompidou di Parigi e al Mori Art Museum di Tokio. Le sue opere sono state acquisite dalle collezioni permanenti del British Museum di Londra, del Museum of Modern Egyptian Art e dall'Egyptian Ministry of Culture.

## Tematiche
Sabah Naim crea un mondo eccentrico, a prescindere dal fatto che è in gran parte ossessionata dalla strada e le sue attrazioni. Le sue immagini sono calcolate per essere a suo mondo uniche: parte degli elementi vengono meno, altri invece sono messi in rilievo.
Naim, inoltre, sottolinea sulla superficie un dialogo intimo tra figure umane. Sembra che cerchi di condurre lo spettatore a pensieri che sconvolgono le menti di queste persone. Le sue figure umane sono caratterizzate da linee e colori. Anche se sono persone semplici, raffigurano eroi che hanno grandi compiti sulle spalle. 
I lavori di Naim rivela un'elegante combinazione di fotografie e ritagli di giornali che raccontano storie politiche ed economiche.

## Mostre

### Mostre personali

#### 2008
- B21 Gallery, Dubai

#### 2007
- Lia Rumma Gallery, Napoli, Italia

#### 2006
- Karin Francis, Il Cairo, Egitto

#### 2004
- Cairo Atelier, Il Cairo, Egitto
- Lia Rumma Gallery, Milano, Italia

#### 2001
- Part of Cairo Modern Art in Holland Circus theater, L'Aja, Olanda
- Goethe Institute, Il Cairo, Egitto

#### 2000
- Gezira Arts Center, Il Cairo, Egitto
- Townhouse Gallery, Il Cairo, Egitto

#### 1999
- Townhouse Gallery, Il Cairo, Egitto

#### 1998
- Cairo Atelier, Il Cairo, Egitto

### Mostre collettive

#### 2008
- Palais des Arts, Marseille, Francia
- Word into Art, Dubai

#### 2007
- Africa Remix (Contemporary African Art) Johannesburg Art Gallery, Sud Africa
- Occidental Contemporary Artists From Cairo, Egitto
- The present out of Past Millenna) Kunst Museum Bonn, Germania

#### 2006
- Africa Remix (Contemporary African Art) Mori Art Museum, Tokyo, Giappone
- Africa Remix (Contemporary African Art) Moderna Museum, Stoccolma Metropolitan *Scape, Torino
- Word into Art, The British Museum, Londra

#### 2005
- African Remix, Center Pompiodou, Parigi
- African Remix, Hayward Gallery, Londra
- 2nd Imagining Book International Exhibition - Alexandria Library

#### 2004
- Pargue International Fair
- African Remix, The museum kunst palst in Dusseldorf, Germania
- Exhibition of Cairo Atelier, Egitto

#### 2003
- Biennale Havana, Cuba
- Museum of contemporary art, Denver
- La Biennale di Venezia, Venezia, Italia

#### 2002
- Contemporary Egyptian Art, Cina
- Group Exhibition, Lia Rumma Gallery, Napoli/ Milano, Italia

#### 2001
- The Squared Circle Exhibition , Darg El Fan, Beirut, Libano
- Square and Circle, Darag El Fan, Askal Alwan, Beirut, Libano
- Townhouse Gallery, Il Cairo, Egitto
- Contemporary Egyptian Art, Casablanca, Marocco
- Contemporary Egyptian Art, Roma, Italia
- Contemporary Egyptian Art, Tunisia
- Exhibition of art and photography Goethe institute Galleries, Il Cairo, Egitto

#### 2000
Al Nitaq Contemporary Art Festival , Downtwon , Il Cairo, Egitto
Exhibition of the Fine Arts College, Parigi, Francia
4th Small works exhibition, Akhnaton Galleries, Il Cairo, Egitto
12th Salon of Youth, Place of Arts,  Il Cairo, Egitto
Contemporary Egyptian Woemn's art Gezira Arts Center, Il Cairo, Egitto

#### 1999
- 3rd Small works exhibition, Akhnaton Galleries, Il Cairo, Egitto
- The National exhibition, Palace of Fine Arts, Il Cairo, Egitto
- Biennial for Young mediterraneen Artists Roma, Italia

#### 1998
- 32nd Salon of the Cairo Atelier, Cairo Atelier, Il Cairo, Egitto
- 2nd Small Works Exhibition Akhnaton Galleries, Il Cairo, Egitto
- 10th Salon of Youth, Akhnaton Galleries, Il Cairo, Egitto

#### 1997
- The National Exhibition Palace of Fine Arts, Il Cairo, Egitto
- 9th Salon of Youth Akhnaton Galleries, Il Cairo, Egitto

#### 1996
- 8th Salon of Youth Akhnaton Galleries, Il Cairo, Egitto

#### 1995
- Al- Watan Collective, Cairo Atelier, Il Cairo, Egitto

#### 1994
- Al- Watan Collective, Cairo Atelier, Il Cairo, Egitto

#### 1993
- Al- Watan Collective, Cairo Opera House, Il Cairo, Egitto
- 5th Salon of Youth, Nile Gallery, Cairo Opera House, Il Cairo, Egitto

## Collezioni
- Museum of Modern Egyptian Art.
- The Egyptian Ministry of Culture
- Collezioni private in Egitto, Italia, USA, Germania, Paesi Bassi

## Residenze
- 2007 Limehouse Foundation a Londra